# Pseudotaeniacanthus
Pseudotaeniacanthus is een geslacht uit de Taeniacanthidae, een familie uit de orde Poecilostomatoida van de Copepoda of eenoogkreeftjes.

## Soorten
- P. congeri
- P. coniferus
- P. conspicuus
- P. dentiferus
- P. longicauda
- P. margolisi
- P. muraenesocis
- P. puhi
- P. septemsetigerus
- P. similis